# ماينزر لاندشتراسه
ماينزر لاندشتراسه أحد الطرق الرئيسية الرئيسية في فرانكفورت ، ويمتد غربًا من وسط المدينة إلى الضواحي النائية للمدينة. ويمتد الطريق إلى حد كبير مجاوراً نهر الماين على طول ضفته الشمالية، بطول 8.3 كيلومتر (5.2 ميل) هو ثاني أطول طريق في فرانكفورت.

## التاريخ
قد تم بناء الطريق بين عامي 1746 و 1750 كجزء من الطريق الأطول بين فرانكفورت وماينز . وتعتبر واحدة من الطرق الأكثر استخداما في فرانكفورت، وسرعان ما امتدت المصانع على طول الطريق إلى ألمانيا الصناعية في القرن 19، بما في ذلك مقر أدلر و Tenovis(تينوفيس) . وسرعان ما تبعه ترام ، الخطان الحديثان 11 و 21 ، بدعم من الصناعات على طوله. وبحلول اندلاع الحرب العالمية الأولى ، كان هناك حوالي 40 مصنعًا على طول الطريق، مع المزيد على طول الطرق الجانبية العديدة التي تتفرع منه.

## الطريق
من Innenstadt ، يمر ماينزر لاندشتراسه عبر Westend و Bahnhofsviertel و Gallus و Griesheim و Nied في الطريق إلى Höchst .
ويبدأ الطريق في محطة Taunusanlage ، بالقرب من البرجين التوأمين لبنك دويتشه. بين Taunusanlage ومفترق الطرق في Platz der Republik ، يمر برج Westend ومركز Frankfurter Büro و City-Haus . وتنضم خطوط الترام إلى ماينزر لاندشتراسه في Platz der Republik ،ومن ثم يستمر الطريق إلى Gallus ، حيث يمر أسفل محطة Galluswarte S-Bahn وعبر برج Galluswarte ، الذي يمثل الجدران التاريخية لمدينة فرانكفورت. ويشتهر الجزء هذا من الطريق في جالوس بتركيزه الكبير على وكلاء السيارات والمرائب. وطريق الترام البديل إلى الجنوب يتيح الترام بتجاوز جزء من MAINZER اندستراب حول Galluswarte و headshunt الترام انحياز في Mönchhofstraße على مشارف جالوس السماح الترام وقف وعكس هناك في خارج أوقات الذروة مرات.